# 第四国际干部会议
第四国际干部会议（英語：Fourth International Caucus，缩写为FIC）是美国革命社会主义组织团结社内部的一个由第四国际支持者组成的团体。该团体的起源可追溯至1985年被社会主义工人党开除的一个派系。另有一些成员来自社会主义工人党的派系第四国际主义倾向。目前，该团体已经解散。